# Sfrâncioc roșiatic

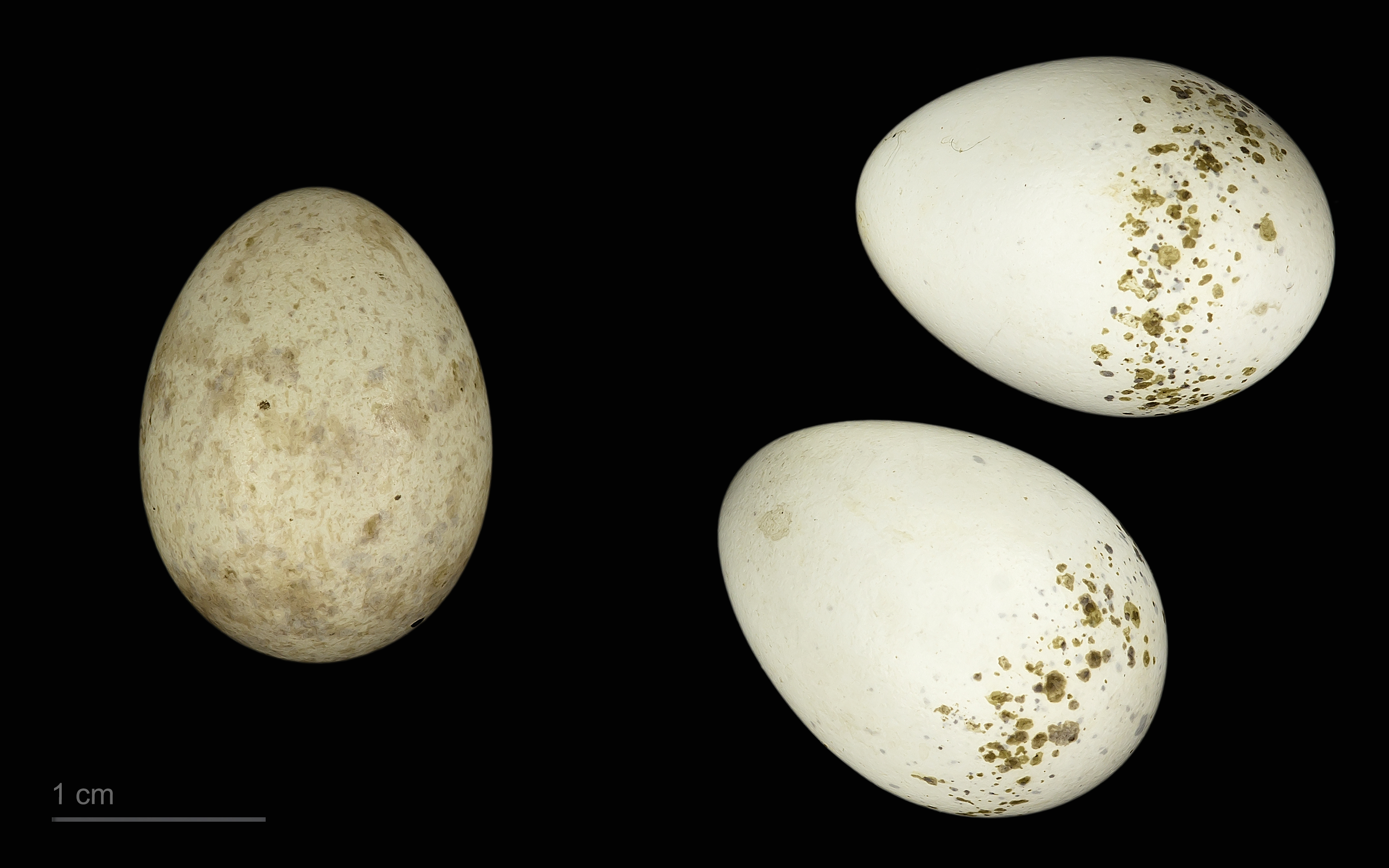
Cuculus canorus canorus într-un cuib de Lanius collurio - MHNT

Sfrânciocul roșiatic (Lanius collurio) este o pasăre din genul Lanius, familia Laniidae, de talie mică, cu o lungime a corpului de 16–18 cm. Este oaspete de vară și cuibărește în perioada mai-iulie; ponta este formată din 5-6 ouă, clocite de femelă timp de 14 zile. Puii sunt nidicoli. Aceasta este o specie solitară. 
Este prezent în lizierele pădurilor mari de deal și de luncă.

## Aspect
Este o pasăre mai mare decât vrabia și mai frumos colorată. Masculul are spatele maro-castaniu, creștetul alb și ceafa gri, coada negru cu alb pe margini. Ventral este alb cu tentă spre roz. Pe frunte prezintă o dungă neagră. Ciocul este puternic și încovoiat la vârf. Strigătul său este scurt și dur: „zec” sau „chec”. Cântecul nupțial este de slabă intesitate, imitând cântecele altor păsărele.